# The Unit (série télévisée)
The Unit (Spesialenheten, littéralement « L'unité spéciale ») est une série télévisée policière norvégienne de 12 épisodes en 45 minutes créée par Kjersti Ugelstad (no) et diffusée entre le 7 septembre et le 23 novembre 2011 sur TV3.
En France, elle est diffusée le 26 février 2014 sur TF1,, et rediffusée le 8 juillet 2017 sur HD1.

## Synopsis
Le titre fait allusion à une unité spéciale fictive de la police norvégienne, spécialisée dans les crimes sur mineurs.

## Distribution
- Marte Germaine Christensen (VF : Anne Tilloy) :  Iselin Hjorde, profileuse
- Christian Skolmen (VF : Éric Aubrahn) : Stein Olav Braaten, enquêteur
- Yasmine Garbi (VF : Hélène Bizot) : Celima
- Nils Jørgen Kaalstad (VF : Philippe Bozo) : Yngve
- Trygve Svindland (VF : Yannick Jaspart) : Ingar (3 ép.)
- Jon Arne Arnseth : TV-reporter (1 ép.)
- Hege O Enger (VF : Pascale Jacquemont) : Ruth Sletten (1 ép.)
- Harald Sørlie : l'officier de police (1 ép.)
- Bjørn Sundquist (VF : Michel Voletti) : Jorgen (1 ép.)
Version française
  - Société de doublage : Nice Fellow
  - Direction artistique : ?
  - Adaptation : ?

## Production

### Tournage
Le tournage a lieu à Oslo, dans l'Østlandet en Norvège.

### Fiche technique
Sauf indication contraire, les informations mentionnées dans cette section peuvent être confirmées par la base de données cinématographiques IMDb,  présente dans la section « Liens externes ».
- Titre original : Spesialenheten
- Titre français : The Unit
- Création : Kjersti Ugelstad
- Casting : Ellen Michelsen
- Réalisation : Margret Bergheim, Trond Berg-Nilssen et Janic Heen
- Scénario : Kjersti Ugelstad
- Musique : Raymond Enoksen
- Décors : Cecilie De Lange
- Costumes : Camilla Olai Lindblom
- Photographie : Knut Aas, Øystein Lundstrøm, Hans Kristian Riise et Patrik Säfström
- Montage : Charlotte Kahn, Elin Martinsen, Renate Henrikhaugen et Drømmesuiten
- Production : Agnete Thuland
- Production déléguée : Trond Berg-Nilssen
- Société de production : Rubicon TV AS
- Société de distribution :
- Pays de production :  Norvège
- Langue originale : norvégien
- Format : couleur
- Genre : Policier
- Durée : 45 minutes
- Dates de première diffusion :
  - Norvège : 7 septembre 2011 sur TV3
  - France : 26 février 2014 sur TF1

## Épisodes
1. Brigade spéciale
En Norvège, une unité de la police vient d'être créée pour traiter les affaires touchant aux mineurs. Iselin, jeune profileuse fraîche émoulue de l'académie du FBI, doit faire ses preuves. Elle tente d'élucider le mystère de la mort d'un jeune garçon retrouvé noyé dans un lac et surtout, de retrouver sa petite sœur, disparue le même jour.
2. Une adolescente modèle
Le corps carbonisé d'une adolescente est retrouvé dans une voiture volée. Un seul avis de recherche correspondrait, mais l'ADN dément cette hypothèse et l'unité spéciale remonte le fil de la vie d'une petite fille modèle qui n'a pas voulu abandonner le corps de son amie victime d'un suicide. Hélène découvre que Kyle est sorti de prison.
3. Nuit glaciale
 Un nouveau-né est retrouvé mort de froid devant le domicile du directeur d'une mission évangélique. Sa mère, une étudiante tanzanienne prénommée Elsa, a disparu. Les enquêteurs interpellent Ivan, un ami biélorusse, peu de temps avant de découvrir le cadavre d'Elsa. Elle avait suivi un séminaire organisé par le directeur de la mission. Hélène et Stan soupçonnent celui-ci, mais les tests ADN prouvent qu'il n'est pas le père du bébé. En revanche, il est un proche parent.
4. La Petite Fille aux perles
Près d'un marais, une équipe d'archéologues est en train d'exhumer un corps datant du Moyen Âge. Mais quand il lui retire son linceul, le responsable des fouilles découvre avec stupéfaction que le cadavre est étrangement bien conservé et qu'il porte un bijou de fabrication contemporaine. La police est donc aussitôt alertée et l'affaire confiée à la brigade criminelle. Au même moment, Hélène, qui finit tout juste son jogging, s'apprête à rentrer chez elle, aperçoit le mystérieux Kyle devant l'entrée de son immeuble.
5. Passions ardentes
Lors de la fête de leur école, une fille et un garçon s'éclipsent discrètement afin de s'isoler dans la cabane à outils du gardien. Par un malheureux concours de circonstances, ils y sont enfermés avant d'être brûlés vifs. L'unité spéciale privilégie la piste d'une farce tragique. Au Q.G., Yvan se fait taquiner par Sélima quand elle le surprend en train de retoucher une photo qu'il veut mettre sur un site de rencontres pour illustrer son profil. Toujours terrifiée à l'idée de rentrer chez elle, Hélène se rapproche de Stan (série non diffusée sur TF1 après le 5e épisode[4]
6. Identité secrète
L’unité spéciale enquête sur la mort subite d’un bébé âgé d'un an. Sélima découvre un sac en plastique avec lequel l’enfant a été étouffé. Hélène soupçonne aussitôt Eric, sans qu’aucun élément ne vienne étayer sa conviction. Les enquêteurs découvrent alors que la mère vivait sous un faux nom après avoir perdu un enfant en bas âge, quelques années plus tôt. Afin de la protéger de Tommy, son ex-mari violent, la justice lui avait accordé une nouvelle identité. Si Tommy semble le coupable idéal, il est rapidement disculpé et révèle aux enquêteurs que selon lui, c’est son ex-femme qui tue ses enfants.
7. Les Larmes de Colombine
Stan conduit sa fille et son amie, Sandra, au cinéma. Ils s'arrêtent chez Victor, le petit ami de Lina, et le trouvent mort. La thèse du suicide a beau être retenue, Lina contraint son père à poursuivre l'enquête. Chez Victor, ils trouvent un dessin d'Arlequin et Colombine ainsi qu'un lien menant à une vidéo truffée de références à la fusillade de Columbine. Stan se précipite dans le lycée de Lina au moment où des coups de feu éclatent…
8. L'Instinct maternel
Un couple d'automobilistes donne l'alerte après avoir aperçu un bébé abandonné près d'un carrefour. On le conduit aussitôt à l'hôpital où il est déclaré en bonne santé. Pendant ce temps, l’unité spéciale est dépêchée sur place pour recueillir témoignages et indices. L'affaire s'annonce complexe car, outre le fait que personne ne semble réclamer le nourrisson, celui-ci portait des vêtements tachés du sang d'une autre personne. De son côté, Yvan cherche toujours l'âme sœur sur internet…
9. Si proche si loin
Un élève est retrouvé mort au bas d'un portique, sur l'aire de jeu de son école primaire. Les premiers soupçons se portent sur l'un de ses camarades qui a pris la fuite aussitôt après l'accident. L'autopsie révèle que le petit garçon est mort d'une hémorragie cérébrale, mais Celima doute qu'une chute sur le sol mou de l'aire de jeu ait pu en être la cause directe et cherche d'autres pistes. Cette affaire est d'autant plus délicate que la petite victime est le fils d'un député influent.
10. Poussière d'ange
Un bébé est retrouvé mort dans une ferme aux côtés de son grand frère inconscient. Aucune trace des parents et de sa sœur aînée. Stan interpelle des ouvriers polonais en possession du fusil du père pendant que les analyses révèlent la présence mystérieuse d'une drogue.
11. Liens mortels - Partie 1
La police découvre le cadavre d’un enfant enlevé et étranglé avec un lien en plastique. Au même endroit, elle retrouve les corps de Robert et Lena Svendsen, deux enfants disparus une vingtaine d’années plus tôt et tués de la même façon. La méthode met aussitôt Hélène sur la piste de Kyle qui avait étranglé ses deux frères avec un lien identique avant de poignarder sa mère. Mais Hélène commence à douter de la culpabilité de son père, ses souvenirs ne sont plus si certains et la façon dont elle le voit s’occuper de sa jeune fille lui paraît incompatible avec le profil d’un tueur en série. L’unité spéciale interpelle le pédophile soupçonné lors de la disparition des enfants Svendsen mais ne tarde pas à le relâcher. En recherchant des affaires similaires dans les archives, Stan tombe sur le massacre de la famille Sommerfeldt. Il comprend qu’Hélène est en fait la fille de leur principal, mais celle-ci lui demande de ne pas en informer le reste de l’équipe. Lorsqu’elle interroge Kyle, la vérité éclate et Hélène doit abandonner l’affaire. Des éléments nouveaux disculpent Kyle et Hélène décide d’avoir enfin un entretien avec lui. Il lui déclare alors être innocent des meurtres pour lesquels il a été condamné et que Peter, le psy qui a adopté Hélène est un dangereux manipulateur…
12. Liens mortels - Partie 2
L'étau se resserre autour de l'assassin de deux enfants étranglés de la même façon que lors de meurtres commis il y a plus de 20 ans et jusqu'alors non élucidés. En proie au doute à la suite des récents rebondissements de l'affaire et, encouragée par ses collègues, Hélène retourne s'installer quelques jours chez Peter. Pendant ce temps, Yvan et Sélima continuent de se raconter leurs tribulations amoureuses…

## Accueil

### Audience
La première saison est vue par 156 000 spectateurs, dont 10 % de part de marché.